# Stellaria yunnanensis
Stellaria yunnanensis là loài thực vật có hoa thuộc họ Cẩm chướng. Loài này được Franch. miêu tả khoa học đầu tiên năm 1886.